# アマシイラ
アマシイラ、（甘鱪、甘鱰）学名 Luvarus imperialis は、スズキ目・ニザダイ亜目・アマシイラ科に分類される魚の一種。暖海・外洋性の大型魚で、稀に漁獲される。
突出した額と体型は和名通りシイラ、尾柄隆起線はサバ科やサメ類、生活様式はマンボウ類・マグロ類・カジキ類に似るが、分類上はニザダイやアイゴに近縁のニザダイ亜目とされている。アマシイラ科の魚は古第三紀の化石種が知られるが、現生種は1種のみでアマシイラ科・アマシイラ属に分類される（単型）。

## 特徴
成魚は全長2mに達する大型魚である。額が突出し、目・鼻・口は頭部の下方に偏る。口は小さく歯もないが、前に少し伸ばすことができる。胸鰭は鎌形、尾鰭は大きな三日月形で、尾柄には1本の大きな尾柄隆起線がある。一方、腹鰭は左右の棘条が融合し1本の短い棘になり、背鰭と尻鰭は低い。体表・鰭・肉はピンク色をしている。
全世界の温暖な外洋域に分布し、表層・中層を単独で遊泳する。食性は肉食性で、クラゲ・サルパ・小型甲殻類・頭足類・小魚など遊泳性の小動物を幅広く捕食する。胃腸の内壁には多数のひだがあり、腸は長い。
晩春から初夏にかけて産卵する。孵化直後の仔魚は頭部が大きく、背鰭と腹鰭に長い棘条が発達していて、成魚とは著しく異なった体型をしている。稚魚期には一時的に背鰭・尻鰭も広くなるが、成長につれて背鰭・腹鰭・尻鰭が縮小し、頭部が体に比して小さくなる。
本種を特に狙う漁法はなく、流し網や延縄でマグロ類、カジキ類に混じって漁獲される。肉質はメカジキに似て、ステーキや照り焼きなどに向く。